# New Cambria (Missouri)
New Cambria és una població dels Estats Units a l'estat de Missouri. Segons el cens del 2000 tenia 222 habitants.

## Demografia
Segons el cens del 2000, New Cambria tenia 222 habitants, 96 habitatges, i 54 famílies. La densitat de població era de 127,9 habitants per km².
Dels 96 habitatges en un 27,1% hi vivien nens de menys de 18 anys, en un 41,7% hi vivien parelles casades, en un 8,3% dones solteres, i en un 43,8% no eren unitats familiars. En el 38,5% dels habitatges hi vivien persones soles el 22,9% de les quals corresponia a persones de 65 anys o més que vivien soles. El nombre mitjà de persones vivint en cada habitatge era de 2,31 i el nombre mitjà de persones que vivien en cada família era de 3,11.
Per edats la població es repartia de la següent manera: un 25,7% tenia menys de 18 anys, un 7,7% entre 18 i 24, un 23,9% entre 25 i 44, un 19,8% de 45 a 60 i un 23% 65 anys o més.
L'edat mediana era de 38 anys. Per cada 100 dones de 18 o més anys hi havia 89,7 homes.
La renda mediana per habitatge era de 25.536 $ i la renda mediana per família de 44.500 $. Els homes tenien una renda mediana de 21.875 $ mentre que les dones 19.821 $. La renda per capita de la població era de 14.331 $. Cap de les famílies i el 6,1% de la població estaven per davall del llindar de pobresa.

## Poblacions més properes
El següent diagrama mostra les poblacions més properes.